# Romola
Romola er en amerikansk stumfilm fra 1924 instrueret af Henry King.

## Medvirkende
- Lillian Gish som Romola
- Dorothy Gish som Tessa
- William Powell som Tito Melema
- Ronald Colman som Carlo Bucellini
- Charles Willis Lane som Baldassar Calvo
- Herbert Grimwood som Girolamo Savonarola
- Bonaventura Ibáñez som Bardo Bardi
- Frank Puglia som Adolfo Spini
- Amelia Summerville som Brigida